# Matthew Stafford
John Matthew Stafford (født 7. februar 1988 i Tampa, Florida) er Quarterback for NFL-holdet Los Angeles Rams.